# Werner Schumacher (Schauspieler)
Werner Schumacher (* 4. Mai 1921 in Berlin; † 18. April 2004 in Bremen) war ein deutscher Schauspieler.

## Leben
Schumacher begann nach dem Zweiten Weltkrieg seine berufliche Laufbahn zunächst als kaufmännischer und künstlerischer Leiter einer Kleinkunstbühne in Cuxhaven. Er nahm Schauspielunterricht u. a. bei Hermann Speelmans, und danach folgten Theaterengagements u. a. an Bühnen  in Hamburg, Bielefeld, Bremen, Köln, Mannheim, Stuttgart und Frankfurt.
Im Jahr 1948 gab Schumacher sein Debüt beim Film, zahlreiche Auftritte in Film- und Fernsehproduktionen folgten. Im Jahr 1965 übernahm er etwa die Hauptrolle in dem von Frank Wisbar inszenierten TV-Film "Das Feuerzeichen", in dem er die Rolle eines Gastwirts, der gegen die preußische Obrigkeit aufbegehrt und einen Justizskandal hervorruft, spielt.  Besondere Popularität erlangte er als Kommissar Eugen Lutz der ARD-Krimireihe Tatort, den er zwischen 1971 und 1986 in 16 Folgen als sehr menschlichen Ermittler verkörperte. In der letzten Folge Einer sah den Mörder (Buch: Fritz Eckhardt) geriet er zunehmend in die Enge, da alle Indizien und Aussagen auf ihn selbst – Lutz – als den Mörder hinwiesen. Nachdem er zum Schluss das Komplott doch noch aufdecken konnte und den Dienst eigentlich wieder aufnehmen sollte, kehrte er nach dieser Erfahrung dem Kommissarberuf den Rücken.
Im Jahr 1984 übernahm Schumacher im Spielfilm Der Glockenkäufer von Frieder Schuller die Hauptrolle. Der Film wurde im kommunistischen Rumänien gedreht und hatte das Aussterben der dortigen deutschen Minderheit in Siebenbürgen zum Thema.
Schumacher arbeitete auch als Sprecher für Hörspiele und in der Synchronisation (u. a. Cyril Chamberlain in Kopf hoch – Brust raus! und Mickey Spillane in Columbo: Schreib oder stirb).
1998 erlitt Schumacher einen Schlaganfall, von dem er sich nicht mehr erholte. Am 18. April 2004 starb er in Bremen. Seine Grabstätte befindet sich dort auf dem Riensberger Friedhof.

## Filmografie (Auswahl)
| - 1955: Des Teufels General - 1956: Drei Birken auf der Heide - 1956: Der Hauptmann von Köpenick - 1957: Die Zürcher Verlobung - 1958: Stahlnetz: Die blaue Mütze - 1958: Dr. Crippen lebt - 1958: Grabenplatz 17 - 1958: Der Schinderhannes - 1959: Der Andere (Durbridge-Sechsteiler) - 1959: Der Rest ist Schweigen - 1961: Der Lügner - 1961: Inspektor Hornleigh greift ein…: Zwei Stühle mit Vergangenheit - 1965: Das Feuerzeichen (Fernsehfilm) - 1966: Hafenpolizei – Die Schlankheitskur (Fernsehserie) - 1967: Tragödie in einer Wohnwagenstadt (Fernsehfilm) - 1967: Großer Mann was nun? (acht Folgen) - 1967: Ein Fall für Titus Bunge – Die Diamanten-Lok (Fernsehserie) - 1969: Doppelagent George Blake (Fernsehfilm) - 1970: Auftrag Mord (Fernsehfilm) - 1971: Percy Stuart – Hellseherei - 1971: Ein Fall für Herrn Schmidt (Fernsehfilm) - 1972: Ein Chirurg erinnert sich (eine Folge) - 1974: Der Hellseher - 1974: Im Auftrag von Madame – Zwei leitende Herren - 1975: Zwei Finger einer Hand (Fernsehfilm) - 1975: Dein gutes Recht – Durch die Mühle - 1979: Gefangen in Frankreich: Theodor Fontane im Krieg 1870/71 - 1981: I. O. B. – Spezialauftrag – Bisani - 1982: Unheimliche Geschichten (sieben Folgen als Off-Sprecher) - 1984: Rummelplatzgeschichten - 1984: Der Glockenkäufer (Johannes Barthmes) - 1988: Anna (zwei Folgen, ZDF–Weihnachtsserie) - 1990: Das Erbe der Guldenburgs – Das Fremde Land | 1971–1986 als Kommissar Lutz - 1971: Auf offener Straße - 1971: Kressin und der Laster nach Lüttich (als Gast) - 1972: Kennwort Fähre - 1973: Stuttgarter Blüten - 1974: Nachtfrost (als Gast) - 1974: Playback oder die Show geht weiter (als Gast) - 1974: 3:0 für Veigl (als Gast) - 1974: Gefährliche Wanzen - 1975: Tod eines Einbrechers (als Gast) - 1975: Schöne Belinda - 1976: Augenzeuge - 1977: Himmelblau mit Silberstreifen - 1978: Rot, rot, tot - 1979: Zweierlei Knoten - 1980: Kein Kinderspiel - 1981: Nebengeschäfte - 1982: Blinde Wut - 1983: Mord ist kein Geschäft - 1984: Verdeckte Ermittlung - 1985: Miese Tricks - 1986: Einer sah den Mörder |

## Hörspiele
- 1961: Wolfgang Weyrauch: Totentanz (Pilot) – Regie: Martin Walser (Hörspiel – BR/NDR)
- 1979: Rodney David Wingfield: Gespensterjagd Regie: Dieter Eppler (Kriminalhörspiel – SDR)